# 中队长 (纳粹德国空军)
中队长（德語：Staffelkapitän）是納粹德國空軍的一个职衔，不過這並非军衔，納粹德國空軍的中队长所指挥的中队也相当于同时期英國皇家空軍和美国空军里的中队，所以这个职衔也就等同于同时期英美空军的中队长。中队长的军衔一般都是中校或少校。